# Demi Moore
Demi Gene Moore (født 11. november 1962 i Roswell, New Mexico) er en amerikansk skuespiller og producer. I fire årtier har hun været en af Hollywoods største skuespillerinde og optrådt i mere end 70 produktioner siden 1980'erne. Som 19-årig begyndte hun karrieren som skuespiller, da hun medvirkede i sæbeoperaen General Hospital. Hendes gennembrud var i filmen Ghost (1990), hvor hun spillede overfor Patrick Swayze. De følgende år havde hun hovedroller i populære film som Et spørgsmål om ære (1992), Et frækt tilbud (1993) og G.I. Jane (1997). Den kontroversielle rolle i filmen Striptease (1996) sikrede hende på det tidspunkt filmhistoriens højeste løn for en kvindelig skuespiller på 12,5 millioner dollars.
Hendes karriere oplevede dog en nedgang i slutningen af 1990'erne og begyndelsen af 2000'erne, indtil hun fik comeback i Charlie's Angels: Uden hæmninger (2003), Bobby (2006), Mr. Brooks (2007) og Margin Call (2011). I januar 2025 blev hun overrakt en Golden Globe for hendes præstation i gyserfilmen The Substance (2024).
Fra 1981 til 1985 var hun gift med musikeren Freddy Moore. Fra 1987 til 2000 var hun gift med skuespilleren Bruce Willis. Ægteparret fik sammen tre døtre. Fra 2005 til 2013 var hun gift med Ashton Kutcher.

## Biografi
Demi Moore voksede op med sin mor og stedfar i et meget ustabilt miljø præget af hyppige jobskift og flytninger, forældrenes alkoholmisbrug, skænderier og indbyrdes vold, der kulminerede med stedfarens selvmord.
Demi Moore forlod skolen som 16-årig og begyndte at arbejde som model. Hun giftede sig første gang med en rockmusiker som 18-årig, og i 1982 fik hun sit første større job som skuespiller i tv-serien General Hospital, som hun spillede i et par sæsoner. Med lønnen herfra levede hun et liv præget af fester og stoffer, som hun først slap ud af, efter at hun var blevet fyret fra optagelserne til Kliken fra St. Elmo. Hun gennemgik en hurtigtvirkende behandling, og en uge senere var hun så klar, at hun blev genantaget til optagelserne af den film, der blev gennembruddet for hende og flere andre fra hendes generation.
Siden har hun med talent og næse for reklame arbejdet sig frem til stjernestatus med film som Ghost, Et frækt tilbud og G.I. Jane. Moores seneste markante rolle var som kriminalassistent Tracy Atwood, modparten til Kevin Costners titelrolle, i Bruce A. Evans' film Mr. Brooks (2007). Hun medvirkede også i den Oscar-nomierede Et spørgsmål om ære (1992) af Aaron Sorkin og havde også en mindre rolle som antagonist i Charlie's Angels: Uden hæmninger (2003).
Hun blev for første gang nomineret til en Oscar i 2024 i kategorien 'bedste kvindelige hovedrolle', for sin hovedrolle som Elizabeth Sparkle i den anmelderroste bodyhorrorfilm The Substance. Samme år vandt hun også en Golden Globe for bedste kvindelige hovedrolle.
Moore har været gift tre gange. Mest kendt er ægteskabet med Bruce Willis (1987-2000), med hvem hun har tre børn, alle piger: Rumer Glenn Willis (født 16. august 1988), Scout LaRue Willis (født 20. juli 1991) og Tallulah Belle Willis (født 3. februar 1994). Ægteparret stod sammen med Sylvester Stallone og Arnold Schwarzenegger bag restaurantkæden Planet Hollywood, der startede i 1991. Senest har hun været gift med skuespilleren bag tv-serien Punk'd, Ashton Kutcher. Ægteskabet varede indtil 2012.